# Smolinské
Smolinské és un poble i municipi d'Eslovàquia que es troba a la regió de Trnava, a l'oest del país.

## Història
La primera menció escrita de la vila es remunta al 1392.

## Demografia
| Godina             | 1994 | 2004   | 2014   | 2024   |
| ------------------ | ---- | ------ | ------ | ------ |
| Nombre de persones | 958  | 968    | 937    | 920    |
| Diferència         |      | +1,04% | −3,20% | −1,81% |

| Godina             | 2023 | 2024   |
| ------------------ | ---- | ------ |
| Nombre de persones | 914  | 920    |
| Diferència         |      | +0,65% |